# Pruna

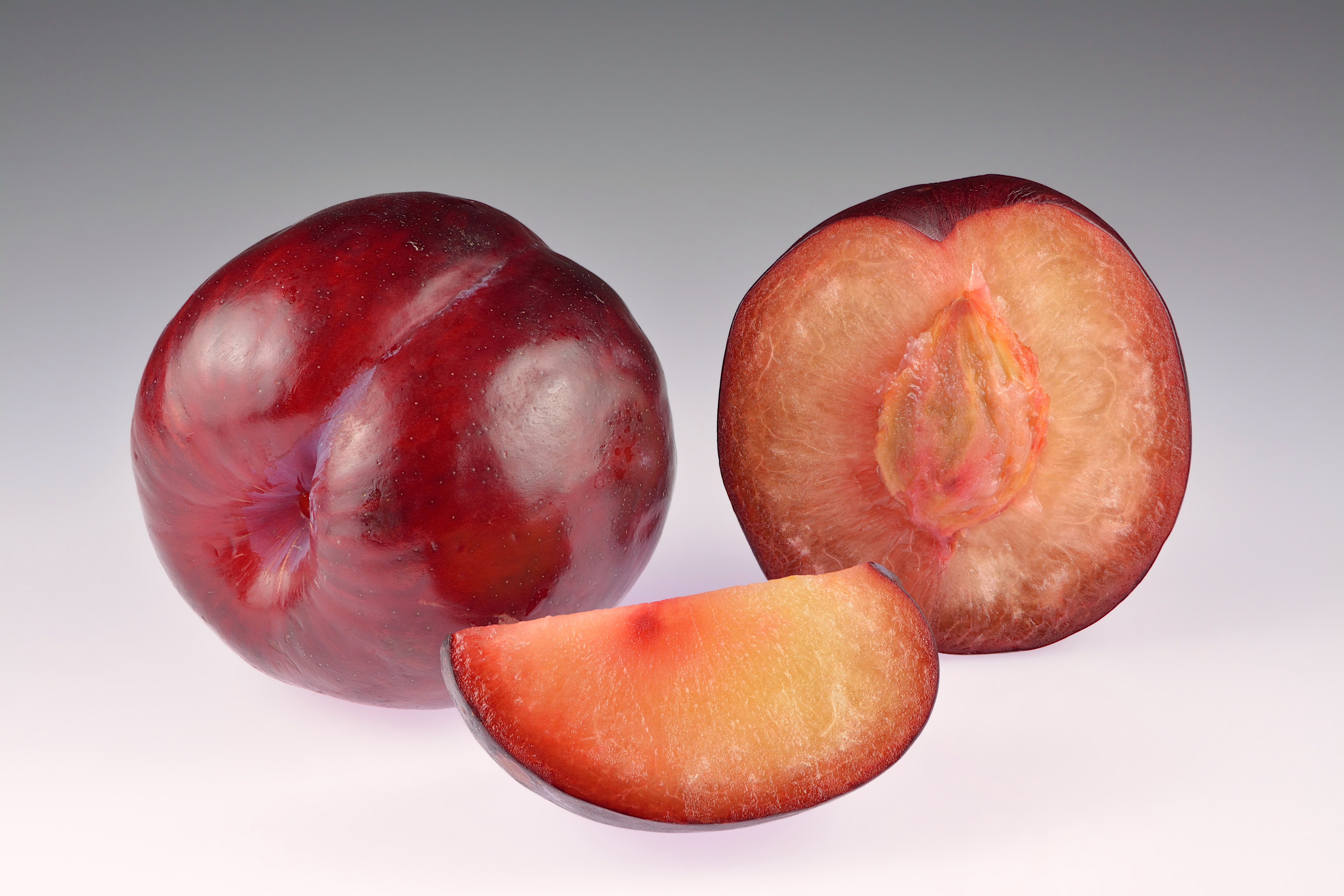
Prunes xineses o japoneses tallades

Una pruna és el fruit d'algunes espècies de Prunus subg. Prunus. Les prunes poden haver estat un dels primers fruits domesticats pels humans, amb orígens a les muntanyes d'Europa de l'Est i del Caucas i a la Xina. Van ser portats a Gran Bretanya des d'Àsia, i el seu cultiu ha estat documentat a Andalusia, al sud d'Espanya. Les prunes són un grup divers d'espècies, amb arbres que arriben a una alçada de 5-6 metres quan es poden. El fruit és una drupa amb una polpa ferma i sucosa.
La Xina és el més gran productor de prunes, seguida de Romania i Sèrbia. Les prunes japoneses o xineses dominen el mercat de fruita fresca, mentre que les prunes europees també són habituals en algunes regions. Les prunes es poden menjar fresques o seques, s'utilitzen en conserves o fermentades en vi i destil·lades en brandi. Els pinyols de pruna contenen glucòsids cianogènics, però l'oli que se n'obté no està disponible comercialment.
Pel que fa a la nutrició, les prunes crues són un 87% d'aigua, un 11% d'hidrats de carboni, un 1% de proteïnes i menys de l'1% de greix. Són una font moderada de vitamina C però no contenen quantitats importants d'altres micronutrients.

## Història
Les prunes poden haver estat un dels primers fruits domesticats pels humans. Tres de les espècies cultivades més abundantment no es troben en estat salvatge, només al voltant dels assentaments humans: Prunus domestica s'ha localitzat a les muntanyes d'Europa de l'Est i del Caucas, mentre que Prunus salicina i Prunus simonii es van originar a la Xina. S'han trobat restes de prunes en jaciments arqueològics del Neolític juntament amb olives, raïm i figues. Segons Ken Albala, les prunes es van originar a l'Iran.
Un article sobre el cultiu de la prunera a Andalusia (sud d'Espanya) apareix a l'obra agrícola d'Ibn al-Awwam del segle XII, Kitab al-Filaha (El llibre de l'agricultura).

## Etimologia i noms
El nom pruna deriva del llatí pruna, plural de prunum i, originalment, del grec antic προῦμνον proumnon, que es creu que és un manlleu d'una llengua desconeguda de l'Àsia Menor.

## Descripció
Les prunes són un grup divers d'espècies. Els pruners comercialment importants són de mida mitjana, normalment es poden podar a 5-6 metres d'alçada. L'arbre és de duresa mitjana. Sense podar, els arbres poden atènyer els12 metres d'alçada i repartir-se en 10 metres. Floreixen en diferents mesos a diferents parts del món; per exemple, cap al gener a Taiwan i principis d'abril al Regne Unit.
Els fruits solen ser de mida mitjana, entre 2 i 7 centímetres de diàmetre, globosos a ovalats. La carn és ferma i sucosa. La pell de la fruita és llisa, amb una superfície natural cerosa que s'adhereix a la polpa. La pruna és una drupa, és a dir, el seu fruit carnós envolta un únic pinyol dur que tanca la llavor del fruit.

## Propietats i usos
Pel contingut en sorbitol té efecte laxant, per la qual cosa també és un bon remei per a afeccions d'aquest tipus. A causa d'això, en algunes ocasions no és recomanat menjar-ne en excés ja que podria causar diarrea. Alguns metges en recomanen per a "netejar" l'estómac. També s'ha detectat la presència de compostos fenòlics, antocianines, carotenoides i vitamina C.
A partir del fruit dessecat es produeix la pruna seca.

## Producció
| Posició | País            | Tones     |
| ------- | --------------- | --------- |
| 1       | R.P. de la Xina | 6.470.000 |
| 2       | Romania         | 760.000   |
| 3       | Sèrbia          | 580.000   |
| 4       | Xile            | 420.000   |
| 5       | Iran            | 380.000   |
| 6       | Turquia         | 330.000   |

## Varietats

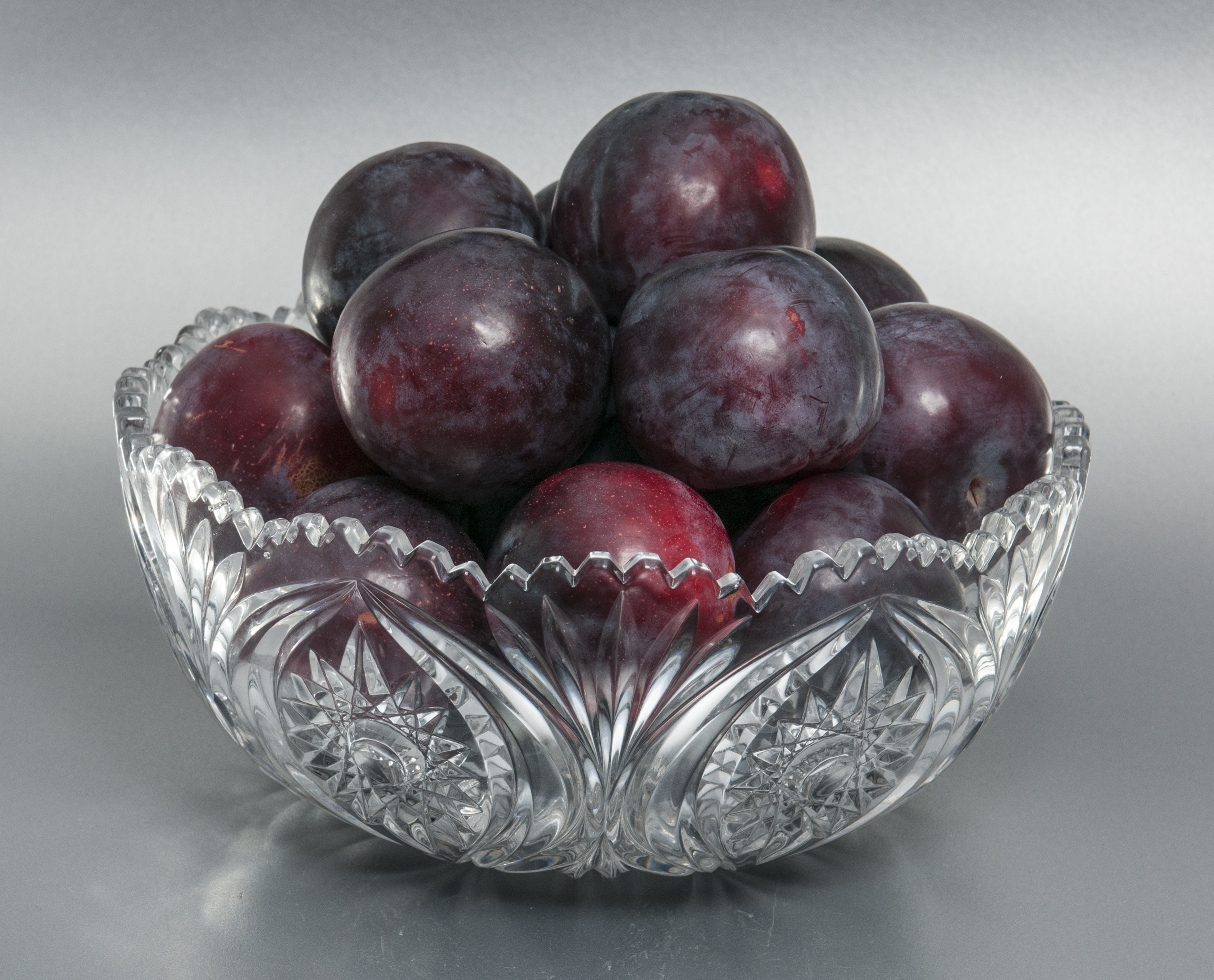
Pruna japonesa o xinesa
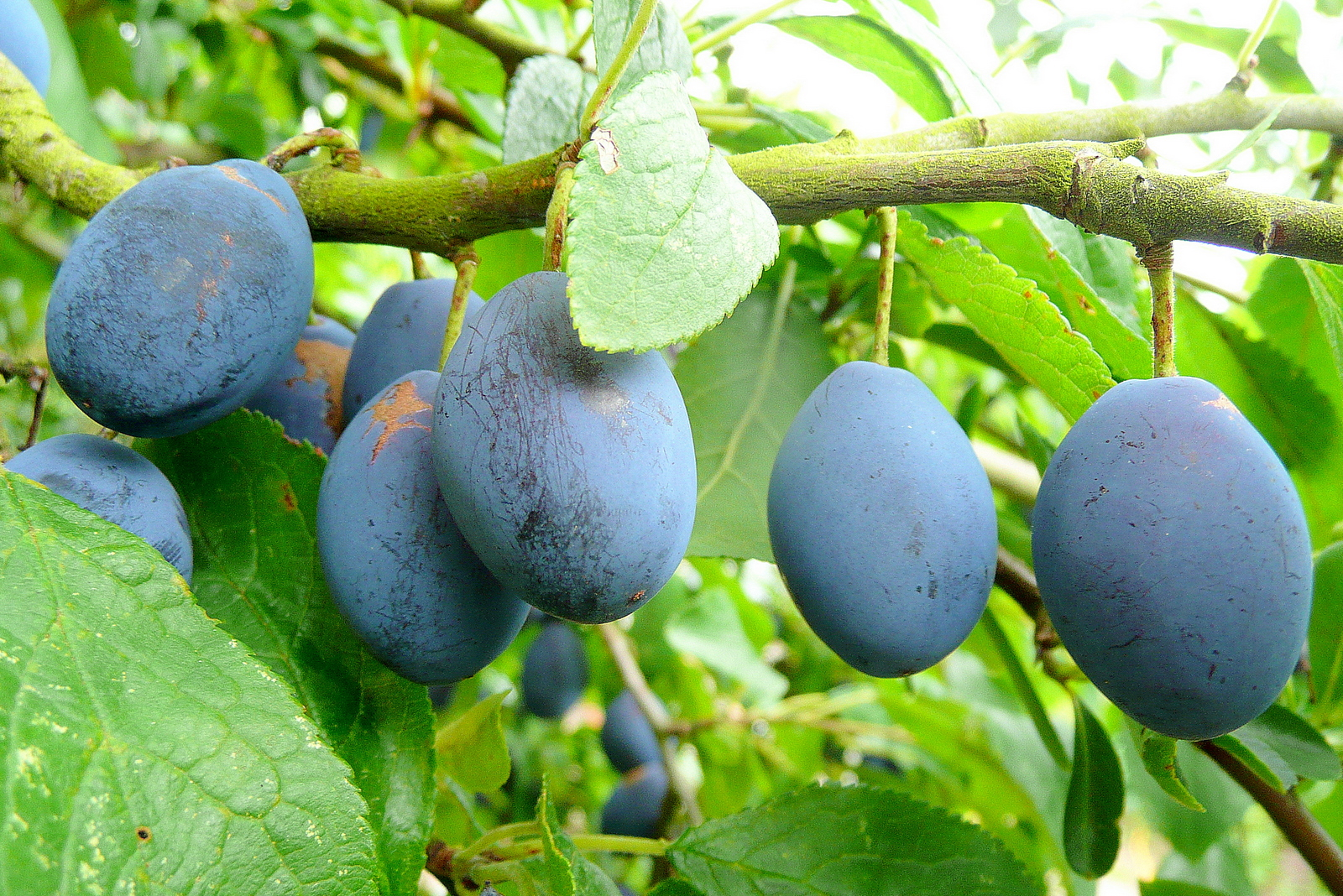
Prunyoner (pruna europea)
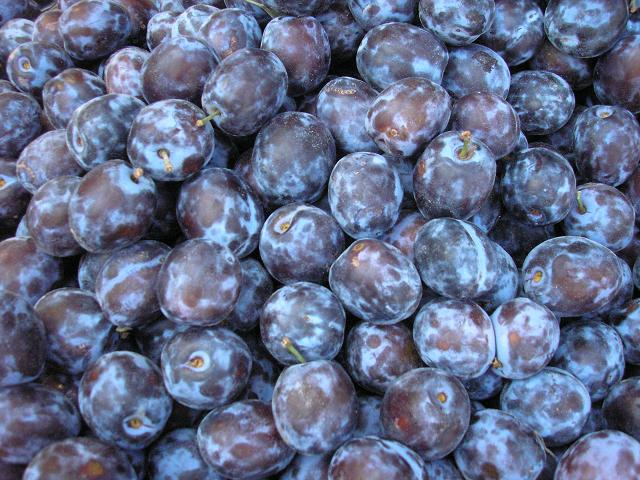
Pruner de Damasc (pruna europea)
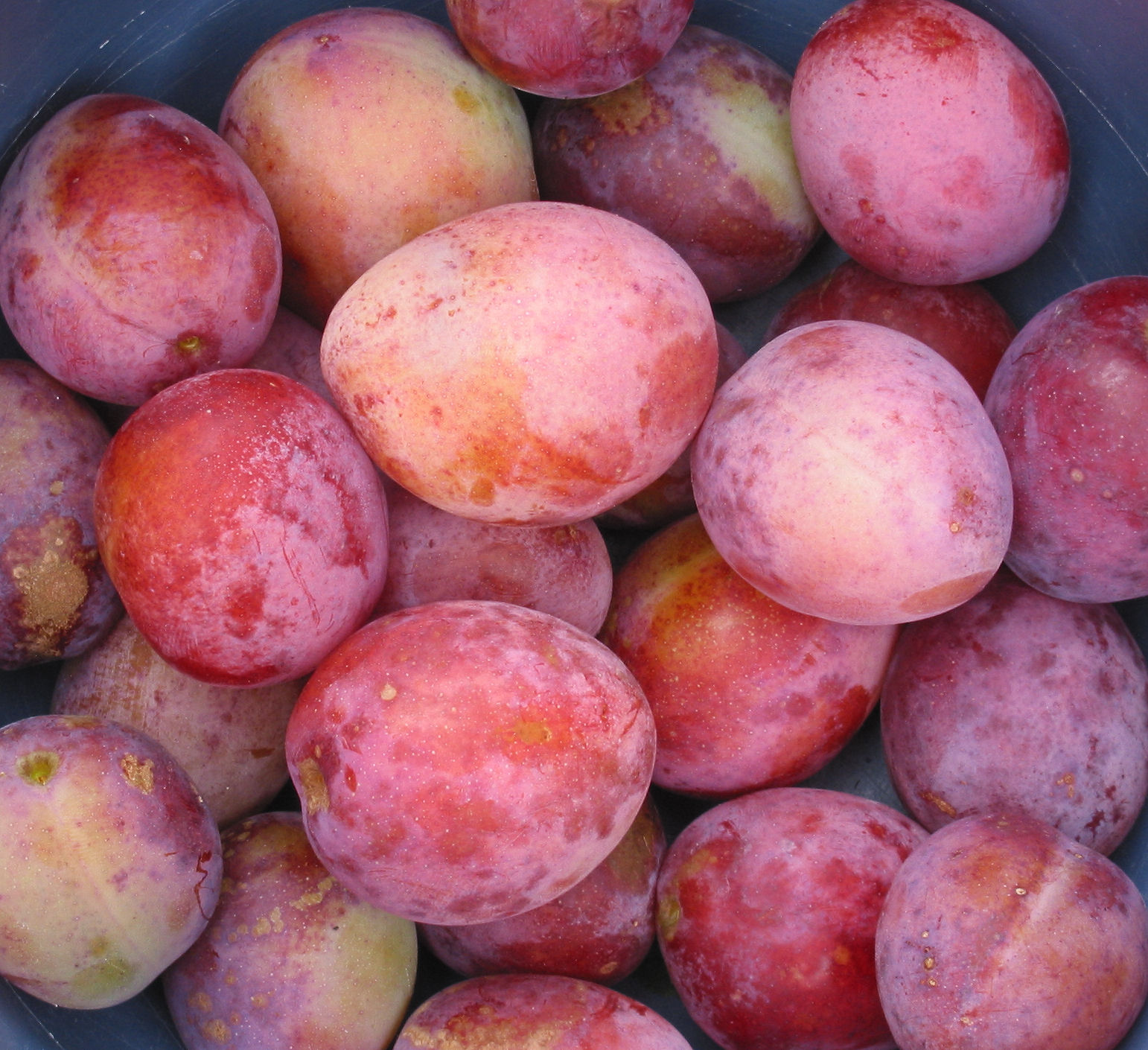
Victoria (pruna europea)
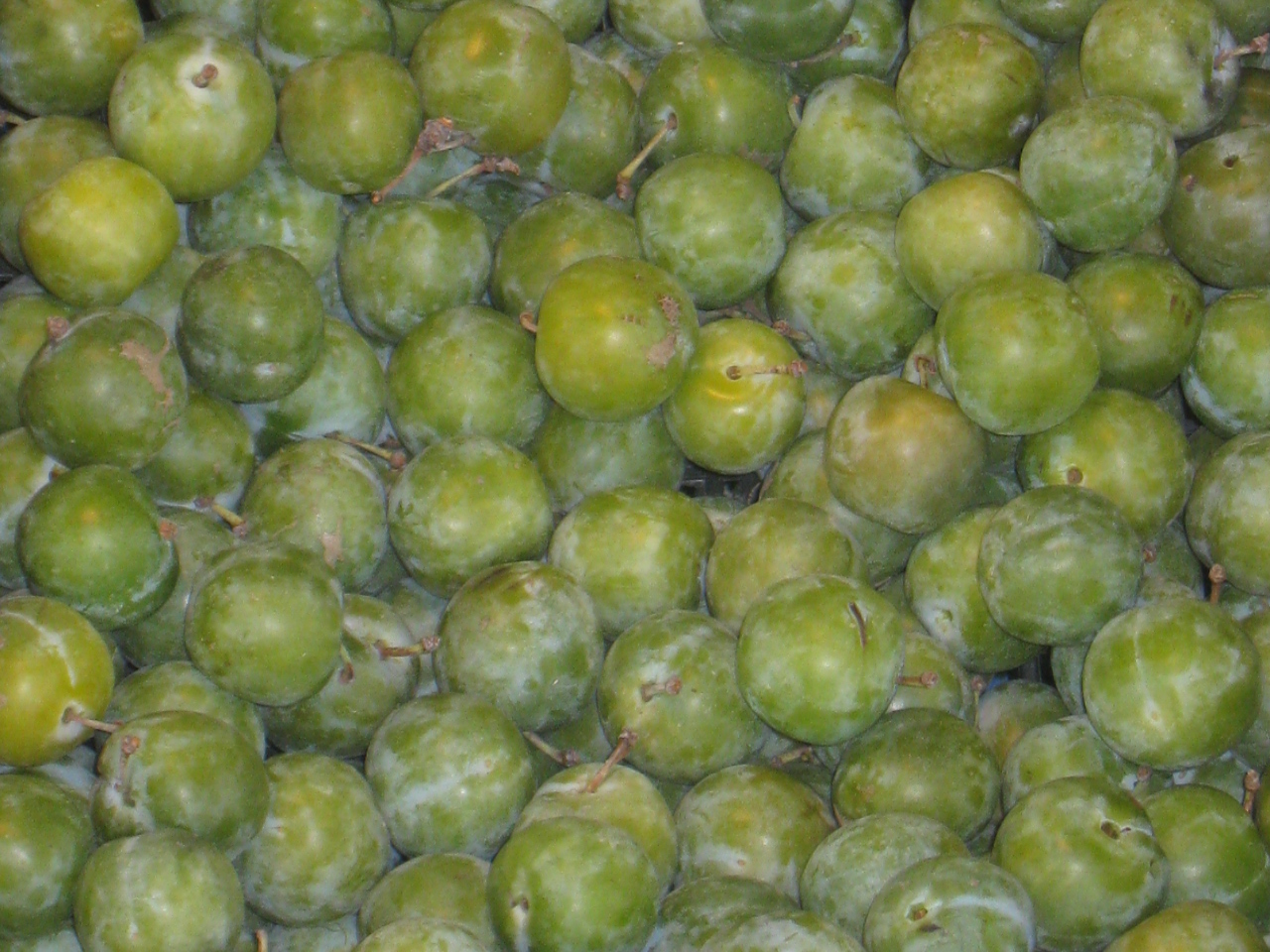
Reina Clàudia (pruna europea)
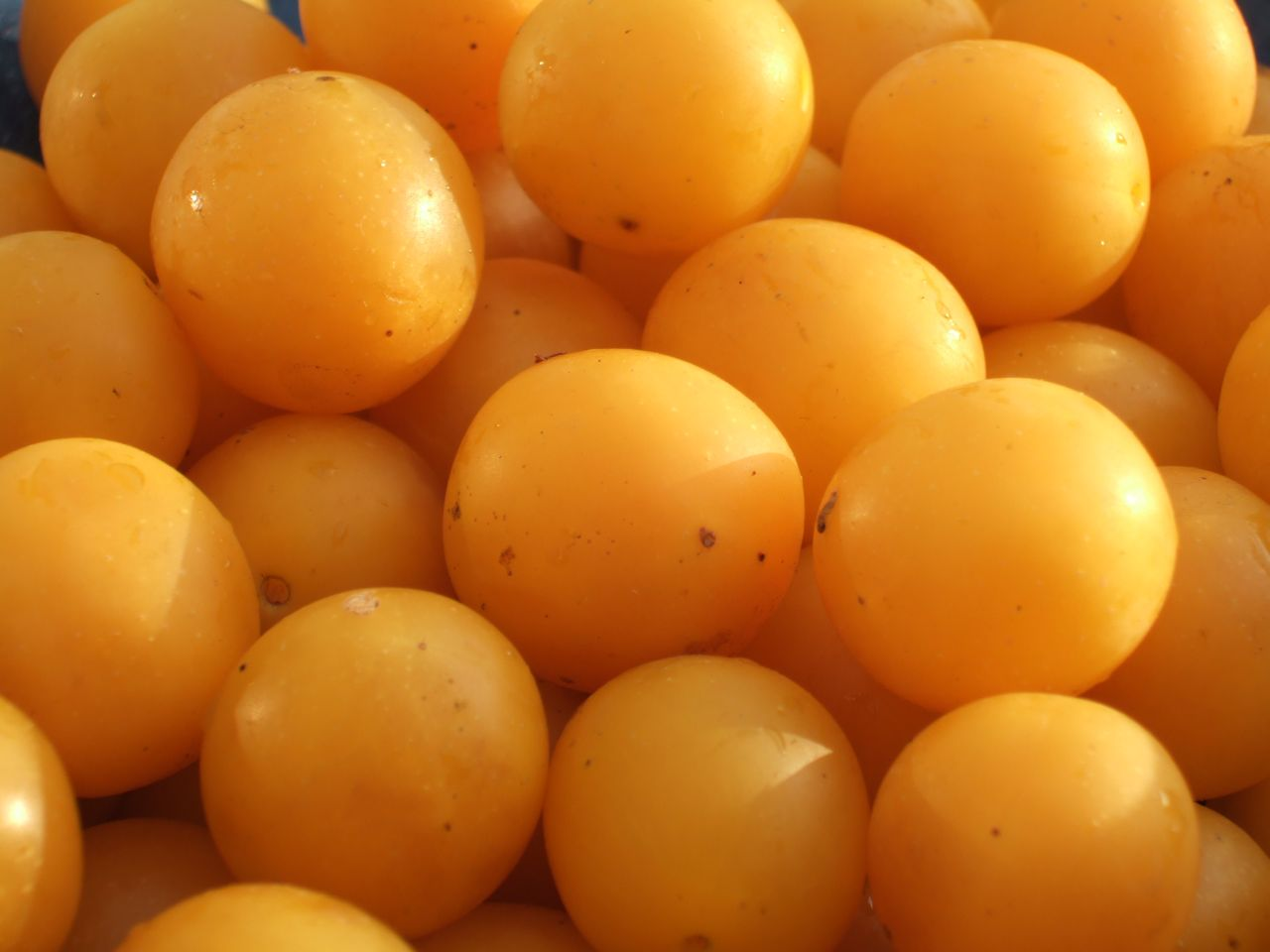
Mirabeles (pruna europea)
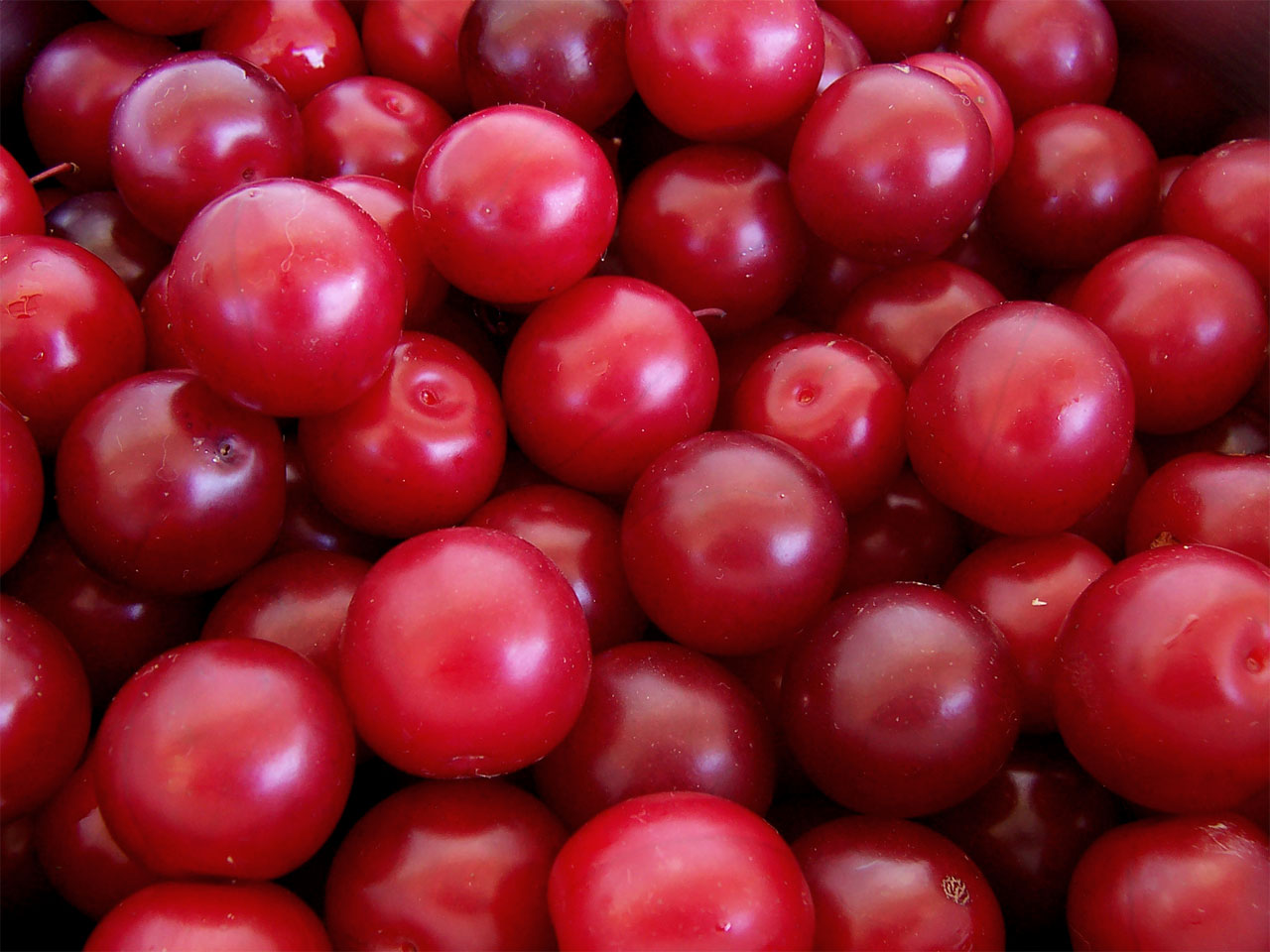
Mirabolà o mirabolaner

## Aspectes culturals
Tant la pruna com l'arbre són els símbols de l'hort de fruiters de la Xina.
Les més conegudes són les de Califòrnia d'origen EUA, les Agen de França, a Espanya les d'Extremadura, Aragó i Sevilla i a Catalunya, les de Lleida.
A Colòmbia, es coneix el fruit de la prunera com a ciruela calentana, típica a la ciutat de Girardot (Cundinamarca). Al Departament de l'Atlàntic, se celebra anualment el Festival de la Pruna, on s'ofereixen tot tipus de productes a base de la fruita, com ara gelats, dolços, conserves i vi.
A Equador, és pròpia dels voltants de la ciutat d'Ambato.
La varietat «clàudia», de color verd pàl·lid i especialment polposa va ser anomenada així en honor de la reina Clàudia de França.
A Hondures se'n diu pruna les fruites conegudes com a «jocotes». Creix en abundància a la zona sud del país.